# 태평양 거대 쓰레기 지대

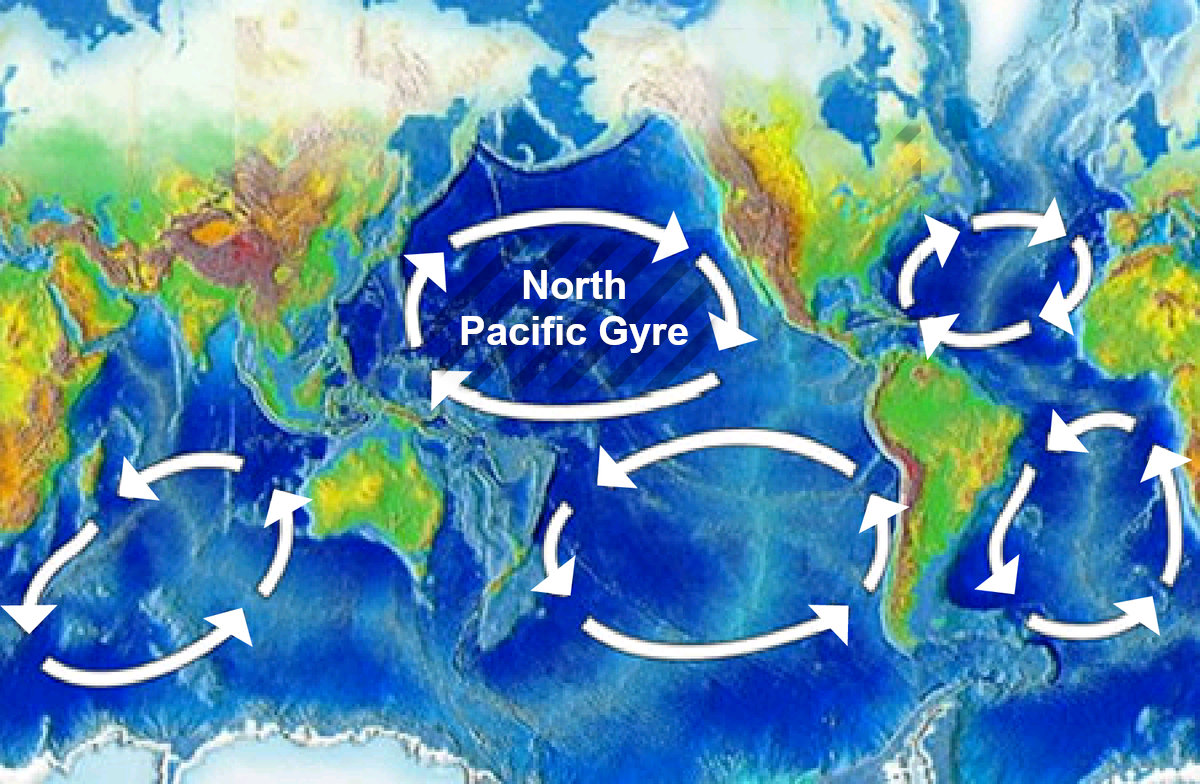

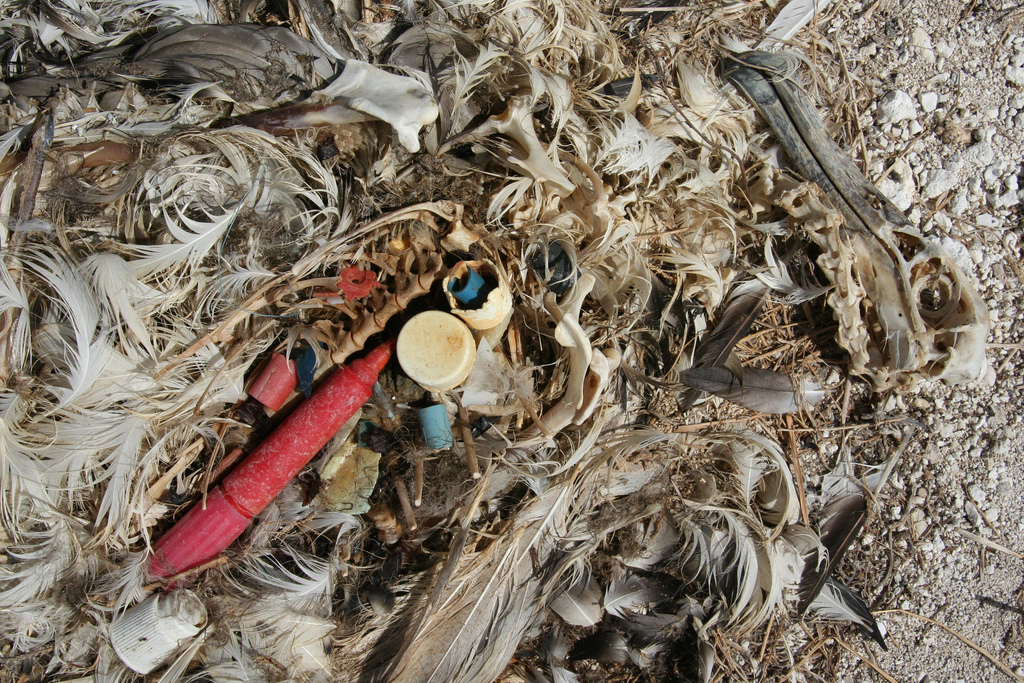
신천옹 시체의 뱃속에서 나온 쓰레기들.

 거대 쓰레기 지대(영어: Great Pacific garbage patch, Pacific trash vortex)는 각각 하와이섬 북동쪽으로 1,600km 떨어진 쓰레기섬과 일본과 하와이섬 사이에 있는 태평양을 떠다니는 두 개의 거대한 쓰레기 더미를 일컫는다. 쓰레기섬이라고 부르기도 한다. 실제로 그 크기가 웬만한 작은 규모의 섬들보다 크다고 한다.
이 쓰레기 더미들은 지금까지 인류가 만든 인공물 중 가장 큰 것들로, 대한민국의 약 16배 정도의 크기이고 무게는 8만t이라고 한다. 이처럼 쓰레기가 한곳으로 모여 섬에 가까운 모습이 된 것은 원형 순환 해류와 바람 때문인 것으로 보며, 1950년대부터 10년마다 10배씩 증가하여 오늘날 거대한 쓰레기 지대가 만들어졌다.
이 섬은 1997년, 미국의 해양 환경운동가인 찰스 무어에 의해 최초로 발견되었다. 이러한 태평양 거대 쓰레기 지대 때문에 수많은 해양 생물들이 피해를 보고 있으며, 특히 먹이로 잘못 알고 먹었다가 죽게 되는 사례도 있으며, 주변 지역에서 잡힌 어류를 조사한 결과 35％의 물고기 뱃속에 미세 플라스틱이 있음을 확인했다.
태평양 쓰레기섬은 쿠로시오 해류(Kuroshio), 북태평양 해류( North Pacific Current), 캘리포니아 해류(California Current), 북적도 해류 (North Equatorial Current) 가 원형으로 순환하는 환류 안쪽에 만들어 지는데, 그곳에 물의 흐름이 거의 없기 때문이다.

## 쓰레기섬 왕국
쓰레기섬 왕국은 태평양 거대 쓰레기 지대에 있는 쓰레기에 새워진 왕국이다.

## 미디어
- 《신비한TV 서프라이즈》 : 2009년 12월 6일 - 죽음의 재앙
- 《환경스페셜》 : 2011년 6월 1일 - 플라스틱, 바다를 점령하다.[2]
- 《KBS 스페셜》 : 2019년 9월 19일 - 지구의 뜨거운 경고 - 북태평양 쓰레기지대를 가다